# Храм Святого Серафима Саровского и Собора Курских Святых
Храм преподо́бного Серафи́ма Саро́вского и Собо́ра всех святы́х, в земле́ ку́рской просия́вших — православный храм в Железнодорожном округе города Курска, расположенный по адресу ул. Союзная, 20-а.

## История
Приход во имя преподобного Серафима Саровского зарегистрирован в органах юстиции 30 июня 2003 года. 1 августа 2003 года митрополит Курский и Рыльский Ювеналий освятил закладной камень в основание будущего храма. В сентябре 2003 года попечители прихода пожертвовали армейскую палатку, в которой были установлены временный престол и иконостас; было приготовлено всё необходимое для совершения регулярных богослужений. Уже с декабря 2003 года в храме-палатке совершались вечерние богослужения и молебны. По благословению митрополита Ювеналия 6 января 2004 года была совершена первая Божественная литургия, литургии продолжали регулярно совершаться по пятницам, субботам и воскресеньям, а также в дни праздников. С 25 октября 2004 года началось строительство храма, которое продолжалось около трёх лет. Все это время богослужения совершались во временном храме-палатке. В конце июля 2006 года на храме установили крест и главный купол, а 30 июля 2007 года воздвигли ещё 4 малых купола. 1 августа 2007 года, в день рождения преподобного Серафима Саровского, архиепископ Курский и Рыльский Герман совершил освящение престола и храма. В этот же день в храме была отслужена первая Божественная литургия. В 2008 году редакционный совет храма преподобного Серафима Саровского и курских святых начал издавать для своих прихожан православную газету «Ортодокс». В 2009 году было закончено написание икон для иконостаса.

## Архитектура и убранство храма
Храм бревенчатый, в нём старинные архитектурные традиции удачно сочетаются с современными, дерево — с металлочерепицей. Здание храма имеет два этажа: верхний — собственно храм общей площадью 140 м²; нижний — цокольный этаж, в котором располагаются трапезная, крестильное и подсобные помещения. Главные святыни храма — иконы преподобного Серафима Саровского и святителя Николая Мирликийского с частицами мощей. В одну дьяконскую дверь помещена икона патриарха Московского и всея Руси Тихона, 90-летие со дня интронизации которого в 2007 году отмечала Русская православная церковь, во вторую дверь — образ митрополита Серафима (Чичагова), совершившего многое для прославления в лике святых преподобного Серафима Саровского в 1903 году.